# ロランド・マンドラゴラ
ロランド・マンドラゴラ（Rolando Mandragora, 1997年6月29日 - ）は、イタリア・ナポリ出身のプロサッカー選手。元イタリア代表。セリエA・ACFフィオレンティーナ所属。ポジションはミッドフィールダー。

## 経歴

### 幼少期
ナポリに生まれ、父親がファビオ・カンナヴァーロとパオロ・カンナヴァーロの兄弟が設立したサッカースクールの運営に携わっていたこともあり、幼い頃からサッカーに慣れ親しんだ。
ナポリ、パレルモ、ローマ、アタランタ、ユヴェントスなどのトライアルを受けたが、「フィジカル面が弱い」という理由でいずれも入団には至らず、しかしマンドラゴラの素質を評価したジェノアの下部組織担当者からスカウトされ、14歳でジェノヴァに引っ越し、下部組織に入団した。

### クラブ
2014年10月29日、セリエA第9節のユヴェントス戦に先発出場し、トップチーム初出場。
2015-16シーズン、セリエBのデルフィーノにローン移籍していた中、2016年1月19日、5年契約でユヴェントスに完全移籍。移籍金は固定額600万ユーロ、アドオンで最大600万ユーロと公表された。シーズン終了まではユヴェントスからのローンで引き続きペスカーラに留まる。4月に右足を骨折し手術を受け、さらに合併症を引き起こし、8月に2度目の手術を受けることになった。2016-17シーズン、前半はこの負傷の影響でピッチに立てず、ユヴェントスでは2017年4月23日、第33節の古巣ジェノア戦で試合終了間際に途中出場したが、これがこのシーズン唯一の出場であった。
2017年8月5日、クロトーネに1シーズンのローン移籍。9月24日、リーグ第6節のベネヴェント戦ではセリエA初ゴールを挙げた。
2018年7月26日、ウディネーゼに移籍。移籍金は2,000万ユーロで、ユヴェントスは2,600万ユーロでの買い戻す権利を有する。8月26日、第2節のサンプドリア戦にフル出場したが、この試合で「冒涜的な発言」があったとして、リーグから1試合の出場停止処分が科せられた。12月22日、第17節のフロジノーネ戦で移籍後初ゴールを挙げた。
2020年6月23日、第27節のトリノ戦で前十字靭帯断裂の重傷を負い、マンドラゴラの2019-20シーズンはここでの終了を余儀なくされた。この影響で長期離脱中であったが、10月3日、5年契約、1,070万ユーロでマンドラゴラを買い戻した。また、ウディネーゼに1シーズン（オプションでさらに1シーズン）のローンで留まることとなった。
負傷の影響によりウディネーゼでの出場機会が限られていたため、2021年2月1日、ウディネーゼとの契約を解消し、トリノにローン移籍となった。契約には買い取りオプション（900万ユーロ+アドオンで最大100万ユーロ）が設定されており、一定の条件により買い取り義務に移行する。
トリノは買い取りオプションを行使せず、2022年7月4日、フィオレンティーナに完全移籍。移籍金は820万ユーロで、パフォーマンスにより最大100万ユーロのボーナスが発生する。8月14日、2022-23シーズン開幕節のクレモネーゼ戦に途中出場し、この試合の決勝点となるゴールを挙げた。10月16日には、UEFAヨーロッパカンファレンスリーググループステージのハーツ（スコットランド）戦で、UEFAの主要国際大会初ゴールを記録した。
2024-25シーズンのUEFAカンファレンスリーグでは、5ゴール（得点ランク5位タイ）2アシストと活躍し、チームの準決勝進出に貢献した。

### 代表
イタリアの各世代別代表に選出されており、UEFA U-17欧州選手権・エリートラウンド、UEFA U-19欧州選手権予選、IFA U-20ワールドカップ、UEFA U-21欧州選手権などに出場し、U-20、U-21ではチームのキャプテンを務めた。
2018年6月1日、フランスとの親善試合にフル出場し、A代表デビュー。クロトーネの所属選手としてイタリア代表でプレイしたのは、マンドラゴラが初である。

## 個人成績

### クラブ
| 国内大会個人成績 | 国内大会個人成績   | 国内大会個人成績 | 国内大会個人成績 | 国内大会個人成績 | 国内大会個人成績 | 国内大会個人成績 | 国内大会個人成績 | 国内大会個人成績 | 国内大会個人成績 | 国内大会個人成績 | 国内大会個人成績 |
| 年度             | クラブ             | 背番号           | リーグ           | リーグ戦         | リーグ戦         | リーグ杯         | リーグ杯         | オープン杯       | オープン杯       | 期間通算         | 期間通算         |
| 年度             | クラブ             | 背番号           | リーグ           | 出場             | 得点             | 出場             | 得点             | 出場             | 得点             | 出場             | 得点             |
| イタリア         | イタリア           | イタリア         | イタリア         | リーグ戦         | リーグ戦         | イタリア杯       | イタリア杯       | オープン杯       | オープン杯       | 期間通算         | 期間通算         |
| ---------------- | ------------------ | ---------------- | ---------------- | ---------------- | ---------------- | ---------------- | ---------------- | ---------------- | ---------------- | ---------------- | ---------------- |
| 2014-15          | ジェノア           | 38               | セリエA          | 5                | 0                | 0                | 0                | -                | -                | 5                | 0                |
| 2015-16          | ペスカーラ         | 21               | セリエB          | 26               | 0                | 1                | 0                | -                | -                | 27               | 0                |
| 2016-17          | ユヴェントス       | 38               | セリエA          | 1                | 0                | 0                | 0                | -                | -                | 1                | 0                |
| 2017-18          | クロトーネ         | 38               | セリエA          | 36               | 2                | 1                | 0                | -                | -                | 37               | 2                |
| 2018-19          | ウディネーゼ       | 38               | セリエA          | 35               | 3                | 1                | 0                | -                | -                | 36               | 3                |
| 2019-20          | ウディネーゼ       | 38               | セリエA          | 26               | 0                | 2                | 3                | -                | -                | 28               | 3                |
| 2020-21          | ウディネーゼ       | 38               | セリエA          | 10               | 0                | 0                | 0                | -                | -                | 10               | 0                |
| 2020-21          | トリノ             | 38               | セリエA          | 17               | 3                | 0                | 0                | -                | -                | 17               | 3                |
| 2021-22          | トリノ             | 38               | セリエA          | 21               | 0                | 2                | 1                | -                | -                | 23               | 1                |
| 2022-23          | フィオレンティーナ | 38               | セリエA          | 29               | 2                | 4                | 0                | -                | -                | 33               | 2                |
| 2023-24          | フィオレンティーナ | 38               | セリエA          | 33               | 3                | 4                | 1                | -                | -                | 37               | 4                |
| 2024-25          | フィオレンティーナ | 8                | セリエA          | 29               | 4                | 0                | 0                | -                | -                | 29               | 4                |
| 2025-26          | フィオレンティーナ | 8                | セリエA          |                  |                  |                  |                  | -                | -                |                  |                  |
| 通算             | イタリア           | イタリア         | セリエA          | 242              | 17               | 14               | 5                | -                | -                | 256              | 22               |
| 通算             | イタリア           | イタリア         | セリエB          | 26               | 0                | 1                | 0                | -                | -                | 27               | 0                |
| 総通算           | 総通算             | 総通算           | 総通算           | 268              | 17               | 15               | 5                | 0                | 0                | 283              | 22               |

### 代表
| イタリア代表 | 国際Aマッチ | 国際Aマッチ |
| 年           | 出場        | 得点        |
| ------------ | ----------- | ----------- |
| 2018         | 1           | 0           |
| 通算         | 1           | 0           |

## タイトル

### クラブ
ユヴェントス
- スーペルコッパ・イタリアーナ（2016）
- セリエA（2016-17）
- コッパ・イタリア（2016-17）